# Енгелхард II фон Франкенщайн
Енгелхард II фон Франкенщайн (на немски: Engelhard II von Frankenstein; * пр. 1327; † сл. 1335) е господар на Франкенщайн в Оденвалд и рицар.

## Произход и наследство
Той е единственият син на Енгелхард I фон Франкенщайн († сл. 1326). Внук е на Фридрих фон Франкенщайн († сл. 1292) и съпругата му Елизабет († сл. 1275/1290). Правнук е на Конрад II Райц фон Бройберг († 1264) и Елизабет фон Вайтерщат († сл. 1275). Роднина е на рицар Конрад I фон Франкенщайн (II) († сл. 1292) и Лудвиг фон Франкенщайн († 1290).
Дядо му Фридрих фон Франкенщайн построява преди 1250 г. замък Франкенщайн в Оденвалд, основава господството Франкенщайн и се нарича на него фон Франкенщайн. По-късните наследници продават през 1662 г. собствеността на ландграф Лудвиг VI фон Хесен-Дармщат и напускат резиденцията си. Други членове на фамилията живеят днес в Мюнхен, Виена и САЩ.

## Фамилия
Енгелхард II фон Франкенщайн се жени за Клара († сл. 1332). Те имат един син:
- Енгелхард III фон Франкенщайн (* пр. 1361; † сл. 1391), рицар, женен за Юта Вамболд († сл. 1384)